# Storljusen
Storljusen är en sjö i Sala kommun i Västmanland och ingår i Norrströms huvudavrinningsområde. Sjön är 7,5 meter djup, har en yta på 2,76 kvadratkilometer och befinner sig 91,1 meter över havet. Sjön avvattnas av vattendraget Skvalån. Vid provfiske har abborre, braxen, gers och mört fångats i sjön.

## Delavrinningsområde
Storljusen ingår i det delavrinningsområde (665651-153613) som SMHI kallar för Utloppet av Storljusen. Medelhöjden är 103 meter över havet och ytan är 10,69 kvadratkilometer. Det finns inga avrinningsområden uppströms utan avrinningsområdet är högsta punkten. Skvalån som avvattnar avrinningsområdet har biflödesordning 3, vilket innebär att vattnet flödar genom totalt 3 vattendrag innan det når havet efter 155 kilometer. Avrinningsområdet består mestadels av skog (71 procent). Avrinningsområdet har 2,74 kvadratkilometer vattenytor vilket ger det en sjöprocent på 25,6 procent.